# Holmesiella affinis
Holmesiella affinis is een aasgarnalensoort uit de familie van de Mysidae. De wetenschappelijke naam van de soort is voor het eerst geldig gepubliceerd in 1937 door Ii.